# معاذ القوز
معاذ القوز (انگلیسی: Muaaz Al-Quoz؛ زادهٔ ۲۵ آوریل ۱۹۸۹) بازیکن فوتبال اهل سودان است.
وی همچنین در تیم ملی فوتبال سودان بازی کرده‌است.